# Dockenfield
Dockenfield est une paroisse civile et un village-rue du Surrey, en Angleterre.